# Трутрука
Трутрука (ісп. trutruca) — духовий музичний інструмент на зразок труби, поширений переважно серед народу мапуче в Чилі та Аргентині. За формою схожий на ерке та альпійський ріг. Видає різкий грубий звук. Тембр інструменту варіюється незначно. Використовується як бойовий клич або як музичний супровід у громадських, сільськогосподарських та релігійних заходах.
Виготовляється з бамбукової труби довжиною від 2,5 до 6 м діаметром 2-10 см, що обгортається кінськими нутрощами, до кінця якої додається резонатор із коров'ячого рогу. Інструмент може бути як зігнутим у ріжок, так і прямим, виготовлм із металевої труби.